# Médiainformatikai Intézet (EKKE)
Az Eszterházy Károly Katolikus Egyetem Tanárképzési és Tudástechnológia karán működő Médiainformatikai Intézet működését az 1960-as években megjelenő programozott oktatás, és az audiovizuális illetve a tömegkommunikációs eszközök terjedése hozta lére.

## A tanszék szerkezeti felépítése
- Informatika Tanszék
- Oktatás- és Kommunikációtechnológia Tanszék
- Multimédia Kutatólaboratórium
- Regionális Informatikai Központ
- Informatikai Szolgáltató Centrum
- Líceum Televízió
- Mozgóképkultúra Tanszék
- Kulturális Örökség és Művelődéstörténet Tanszék

1973-ban az UNESCO támogatásával jött létre a Országos Oktatástechnikai Központ, az egri főiskola 1976-ban csatlakozott a magyar hálózathoz. Az audiovizuális eszközök kezelésével foglalkozó gyakorlat helyébe az "oktatás technikai eszközei", majd az "Oktatástechnológia" tantárgy lépett, ez minden tanárjelölt számára kötelező volt. 1989-től a csoport Oktatástechnológiai és Informatika Tanszékként folytatta az informatikaoktatással kibővült munkáját. Majd a technológia fejlődésével és a személyi számítógépek megjelenésével tovább bővült a szak oktatási feladatköre. Megindult a multimédia oktatócsomagok kutatása mellett a számítógépes oktatás, általános tárgyként a két kötelező, két kötelezően választható és több mint 10 szabadon választható oktatástechnológiai-informatikai tanegységet kínált a hallgatóknak. 1997-ben létrejött a tanszéki Oktatási Csoport, az Informatikai Szolgáltató Csoport és a Multimédia Kutatólaboratórium. 1999-ben beindult a könyvtárinformatikusok nappali tagozatos is, a következő lépcsőfok 2000-ben jött el mikor is megalakult a Médiainformatika Intézet.